# Едвальд (король Східної Англії)
Едвальд (*Eadwald, д/н —798/800) — король Східної Англії у 796—798 роках.

## Життєпис
Походив з династії Вуффінгів. Син Ельфвальда, короля Східної Англії. Про дату народження та молоді роки нічого невідомо. У 794 році під час вторгнення Оффи, короля Мерсії, потрапив у полон до мерсійців. Після цього опинився в Мерсії.
У 796 році після смерті Оффи його держава поринула в розгардіяж через боротьбу претендентів за владу. Скориставшись цим Едвальд втік з полону й зумів відновити незалежність Східної Англії, ставши її королем.
Про його правлінні нічого не відомо. Ім'я Едвальда не згадується в літописах, а відомо лише за кількома монетам. Король Східної Англії карбував монети за типом короля Оффи, викорстовуючи рунічні літери.
У 798 або 800 році Едвальд помер або був повалений Кенвульфом, королем Мерсії, що більш ймовірно Східна Англія знову перейшла під владу Мерсії. Водночас остаточно припинила існування династія Вуффінгів.